# Aleksandre Mrevlishvili
Aleksandre Mrevlishvili, (in georgiano ალექსანდრე მრევლიშვილი?) (Mtskheta, 15 agosto 1866 – Tbilisi, 25 dicembre 1933), è stato un pittore georgiano.

## Biografia
Nacque a Mtskheta il 15 agosto 1866. Studiò presso la Scuola di pittura di Mosca dal 1884 al 1890. Successivamente si trasferì all'Académie Julian di Parigi, dove rimase tra il 1898 ed il 1901. Vicino ai peredvižniki, fu rappresentante dell'orientamento realista e democratico dell'arte georgiana di fine XIX secolo e inizio XX. Morì a Tbilisi il 25 dicembre 1933, all'età di 67 anni. Tra le sue opere più importanti vi sono "Alla cancelleria del villaggio" (1899) e "Il recinto basso" (1901).

## Galleria d'immagini

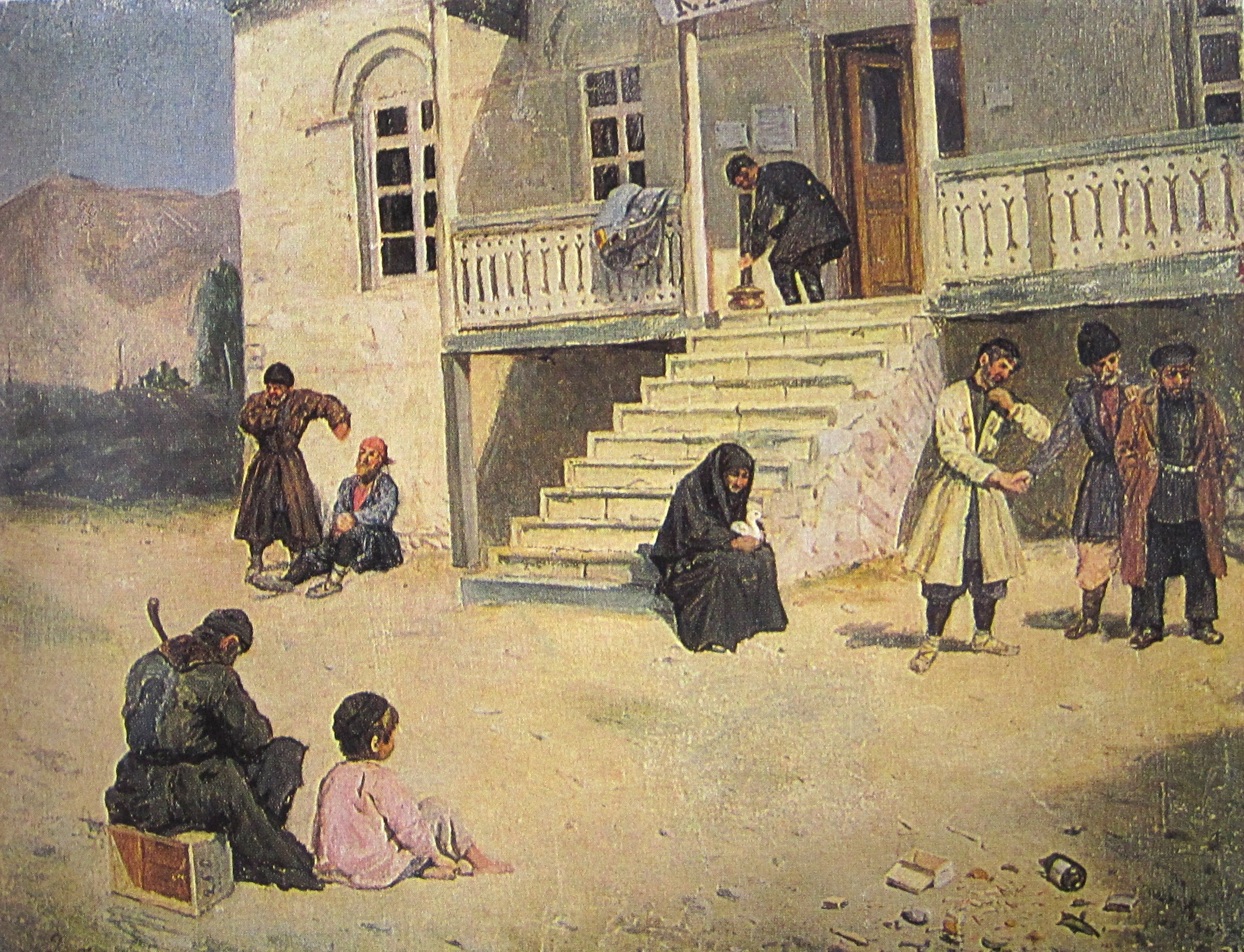
Alla cancelleria del villaggio
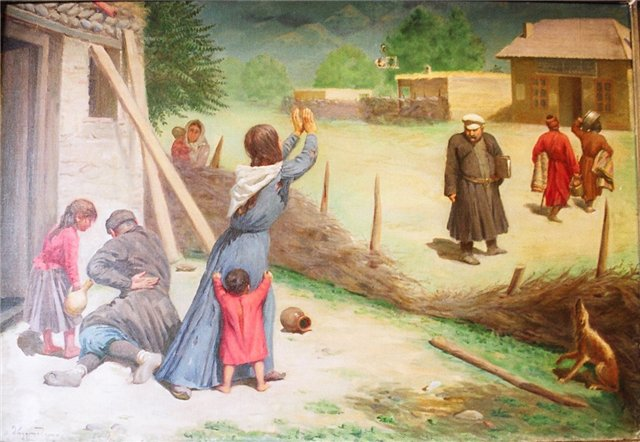
Il recinto basso
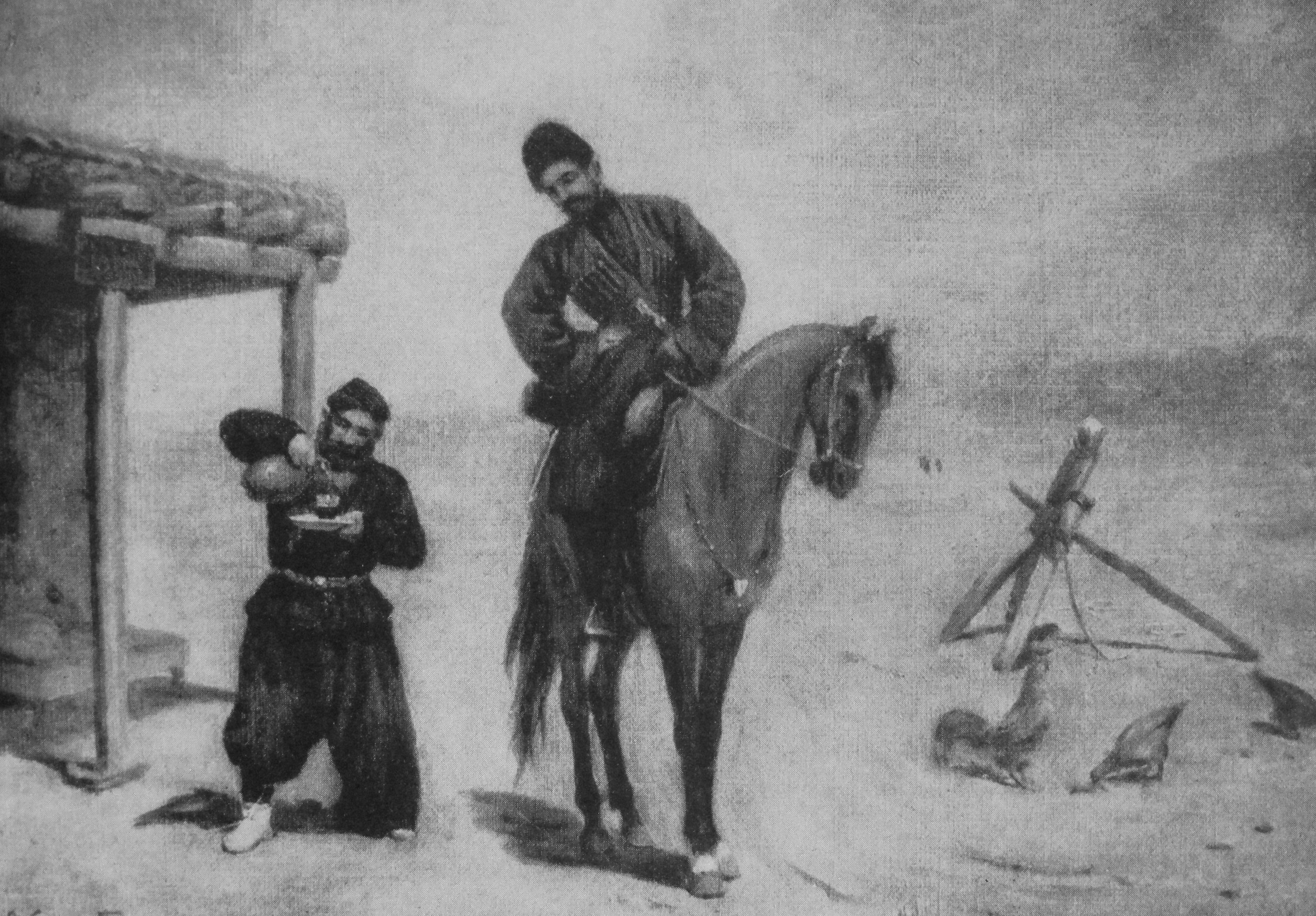
Sulla strada